# 洛林的芮內
洛林的芮內（法語：Renée de Lorraine，1544年4月20日—1602年5月22日），巴伐利亞公爵夫人，洛林公爵法蘭索瓦一世的女兒。

## 家庭
1568年，芮內與巴伐利亞公爵阿爾布雷希特五世的長子、日後的威廉五世結婚，兩人共有4子2女：
1. 馬克西米利安（1573年—1651年）
2. 瑪麗亞·安娜（1574年—1616年）
3. 菲利普（英语：Philipp of Bavaria）（1576年—1598年）
4. 斐迪南（英语：Ferdinand of Bavaria (bishop)）（1577年—1650年）
5. 阿爾布雷希特（英语：Albert VI, Duke of Bavaria）（1584年—1666年）
6. 瑪格達琳（1587年—1628年）